# Bo Sjögren (konstnär)
Bo Ernst Evert Sjögren, född 10 maj 1940 i Norrköping, är en svensk målare och tecknare.
Han är son till montören Nils Evert Sjögren och Ellen Ingeborg Thörnvall och från 1966 gift med teckningsläraren Kerstin Birgitta Sjögren. Efter studier vid Konstfackskolan i Stockholm där han studerat dekorativt måleri fortsatte han sina studier vid Konsthögskolan. Han medverkade i Östgöta konstförenings vårsalonger i Norrköping, Liljevalchs Stockholmssalonger och i Nationalmuseums Unga tecknare 1965–1966.   